# Reginald Koettlitz
Reginald Koettlitz, né le 23 décembre 1861 à Ostende et mort en 1916 en Afrique du Sud, est un médecin britannique.

## Biographie
Reginald Koettlitz est né d'un père prussien et de sa femme d'origine anglaise, gouvernante à Bonn.
Il étudie la médecine à Londres et occupe par la suite un poste de médecin de campagne dans des villages miniers près de Coxhoe, dans le comté de Durham.
Il participe à l'expédition Jackson-Harmsworth en 1894 avant de devenir en 1901, à quarante ans, le doyen de l'expédition Discovery de Robert Falcon Scott. Dans cette dernière, il intervient également comme botaniste.

## Postérité
Le glacier Koettlitz a été nommé en sa mémoire.